# Паксас, Роландас
Рола́ндас Па́ксас (лит. Rolandas Paksas), по советским документам Роландас Феликсович Паксас (род. 10 июня 1956, Тельшяй, Литовская ССР, СССР) — литовский политический деятель, Президент Литовской Республики с 26 февраля 2003 года до 6 апреля 2004 года; премьер-министр Литовской республики в 1999 и в 2000—2001 годах, первый руководитель европейского государства, устранённый с поста в результате импичмента; лётчик-спортсмен. Депутат Европарламента в 2009—2019 годах.

## Биография
Окончил тельшяйскую среднюю школу имени Жемайте. В 1974—1979 годаx учился в Вильнюсском инженерно-строительном институте, инженер промышленного и гражданского строительства. В 1984 году окончил Ленинградскую академию гражданской авиации, инженер-пилот. В 1985—1992 годах — глава аэроклуба С. Дарюса и С. Гиренаса (Вильнюс). Член сборных высшего пилотажа СССР и Литвы. Президент акционерной строительной компании «Restako» (1992—1997 годы).

## Политическая карьера
В 1997 году избран в совет города Вильнюс по списку Партии консерваторов и выбран мэром Вильнюса.
С 4 декабря 1999 года по 5 сентября 2001 года — председатель Союза либералов Литвы (лит. Lietuvos liberalų sąjunga), с 27 октября 2001 года заместитель председателя СЛЛ.
В мае-октябре 1999 года — премьер-министр девятого правительства Литвы. Ушёл в отставку в знак протеста против продажи литовского нефтеперерабатывающего комплекса «Мажейкю нафта» американскому концерну. После отставки — советник президента, полномочный представитель по особым поручениям.
В апреле-октябре 2000 года — вновь мэр Вильнюса.
С 27 октября 2000 года по 20 июня 2001 года — премьер-министр одиннадцатого правительства.
С июля по ноябрь 2001 года — староста фракции либералов в Сейме и лидер парламентской оппозиции.
21 декабря 2001 года с группой сторонников вышел из состава фракции либералов, а в январе 2002 года — из состава СЛЛ.
В марте 2002 года был одним из основателей Либерально-демократической партии (лит. Liberalų demokratų partija) и её председатель до октября 2016 года.
5 января 2003 года — избран президентом Литвы. Вступил в должность 26 февраля 2003 года.
30 октября 2003 года — департамент госбезопасности (ДГБ) Литвы передал руководству сейма документы, которые, по мнению ДГБ, свидетельствовали о связях окружения Роландаса Паксаса с «международной преступностью». 3 ноября того же года Генеральная прокуратура Литвы допросила руководителя авиаремонтного холдинга Avia Baltika Юрия Борисова, который в 2002 году в качестве спонсора выделил 400 тыс. долларов на предвыборную кампанию Паксаса. 1 декабря 2003 года временная комиссия Сейма пришла к выводу, что Паксас может находиться «под влиянием ряда лиц», в том числе Юрия Борисова, что «создаёт угрозу национальной безопасности» страны. 18 декабря 2003 года Сейм создал комиссию по расследованию фактов, которые могли бы стать основанием для вынесения президенту импичмента.
19 февраля 2004 года — Сейм утвердил выводы комиссии, признавшей обоснованными обвинения, и принял постановление о начале процесса импичмента.
31 марта 2004 года Конституционный суд Литвы признал, что Роландас Паксас трижды нарушил Конституцию ЛР тем, что незаконно предоставил гражданство Юрию Борисову, не обеспечил сохранность государственной тайны и оказал давление на принятие решений частными лицами и компаниями.
6 апреля 2004 года досрочно отрешён Сеймом от должности за грубые нарушения Конституции Литовской Республики и президентской присяги. Роландас Паксас, в частности, обвинялся в том, что он сообщил Юрию Борисову о прослушивании его телефонных переговоров литовскими спецслужбами.
30 апреля 2004 года — прокуратура предъявила Роландасу Паксасу обвинение в разглашении государственной тайны, выразившееся в предупреждении Юрия Борисова о слежке со стороны спецслужб. 19 мая дело было передано в Вильнюсский окружной суд, который начал рассматривать его 15 июля. 25 октября Вильнюсский окружной суд не нашёл в действиях Роландаса Паксаса состава преступления и полностью его оправдал.
25 мая 2004 года Конституционный суд запретил Паксасу участвовать в новых президентских выборах, состоявшихся 13 июня. Конституционный суд разъяснил, что смещённое импичментом за нарушение присяги лицо пожизненно не может избираться президентом, членом Сейма, назначаться премьер-министром или членом правительства, а также занимать другие государственные должности, где для вступления в должность необходимо принесение присяги.
С 2004 года по 2016 год — председатель партии «Порядок и справедливость».
1 марта 2005 года апелляционный суд Литвы признал Паксаса виновным в разглашении государственной тайны.
13 декабря 2005 года расширенная коллегия Верховного суда Литвы вынесла оправдательный вердикт по делу Роландаса Паксаса, признав его полностью невиновным.
Был избран от партии «Порядок и справедливость» депутатом Европарламента на выборах, прошедших в Литве 7 июня 2009 года.
В 2011 году Европейский суд по правам человека признал пожизненный запрет Паксасу на избрание в парламент противоправным (непропорциональным тяжести деяния), но вопрос о правомерности запрета на выдвижение в президенты счёл находящимся вне своей компетенции.
5 сентября 2012 года, в преддверии парламентских выборов 2012 года, Конституционный суд Литвы объявил, что закон, который позволил Паксасу, отстранённому с поста Президента путём импичмента, баллотироваться в парламент страны не соответствует Конституции (по его мнению, после решения Европейского суда по правам человека необходимо внести изменения не только в Закон о парламентских выборах, но и в Конституцию, которой этот закон не соответствует).
В 2014 году Комитет ООН по правам человека усмотрел в запрете Паксасу баллотироваться нарушение права бывшего президента на участие в публичной жизни. Согласно этому решению, Литва должна до 15 марта 2015 принять все законы, восстанавливающие его права баллотироваться на высшие посты. 10 сентября Сейм Литвы предварительно утвердил поправку к Конституции, которая позволит лидеру партии «Порядок и справедливость» Роландасу Паксасу баллотироваться на парламентских и президентских выборах.

## Награды
- Орден Витаутаса Великого на цепи (25 февраля 2003);
- Орден Трёх Звёзд 2 класса (Латвия, 12 марта 2001)[10];
- Большая цепь ордена Инфанта дона Энрике (Португалия, 29 мая 2003)[11];
- Орден «За заслуги» II степени (Украина, 5 ноября 1998)[12];
- Памятный знак за личный вклад в развитие трансатлантических отношений Литвы и по случаю приглашения Литовской Республики в НАТО (12 февраля 2003)[13];
- Офицер ордена Заслуг перед Республикой Польша (Польша, 1999)[14];
- Командор ордена Заслуг (Норвегия, 1998)[15].